# Famille Balyan
La famille Balyan (en arménien : Պալեաններ) ou Balian fut une famille d'architectes arméniens au service des sultans ottomans. Sur cinq générations, du XVIIIe au XIXe siècle, ces amiras conçurent les plans de nombreux édifices, dont des palais, des kiosques, des mosquées, des églises et diverses autres constructions publiques, majoritairement à Constantinople. Les neuf membres les plus célèbres de cette famille servirent six sultans durant près d'un siècle, ils contribuèrent à l'occidentalisation de l'architecture au sein de la capitale impériale.

## Ancêtres

### Mason Bali
Mason Bali (en Turc : Meremmetçi Bali Kalfa ou Meremmetçi Balen Kalfa) un artisan en maçonnerie originaire du la ville de Kayseri en Anatolie centrale, fut le fondateur de la famille. Il déménagea à Constantinople où il étudia l'architecture par le biais d'un architecte arménien au service du Sultan Mehmed IV, qu'il remplaça à sa mort. Quand Bali décéda en 1725, son fils Magar prit sa place à la cour du padichah.

### Mimar Magar
Mimar Magar (en Turc : Mimar Magar) fut chargé d'importants projets, et par conséquent promu aux plus hauts rangs. Cependant, à la suite d'une dénonciation, il fut chassé de la cour du Sultan Mahmoud Ier et exilé dans la ville de Bayburt, en Anatolie orientale. Dans cette dernière, Magar enseigna ses connaissances à son fils aîné Krikor, avant d'être pardonné et de pouvoir retourner à Constantinople. Après sa retraite, Krikor lui succéda, il collabora avec son frère Senekerim.

## Membres

### Krikor Balyan
Krikor Balyan (en arménien : Գրիգոր Պալեան ; 1764-1831) fut le premier membre de cette famille à utiliser officiellement le nom de Balyan. Il était le gendre de Mason Minas et le beau-père de Ohannes Amira Severyan, architectes au Palais. Il prit de l'importance auprès du Sultan Abdülhamid Ier, devint un conseiller personnel de Selim III, et fut un proche de Mahmoud II. Exilé en 1820 à Kayseri en Anatolie centrale en raison de son implication dans un conflit opposant l'Église catholique arménienne et l'Église apostolique arménienne, il fut finalement pardonné et retourna dans la capitale.
Krikor décéda en 1831 après avoir servi l'Empire durant le règne de quatre Sultans, Abdülhamid Ier, Selim III, Moustapha IV et Mahmoud II. Son jeune et alors inexpérimenté fils, Garabet Amira, lui succéda.
Les principaux travaux de Krikor incluent :

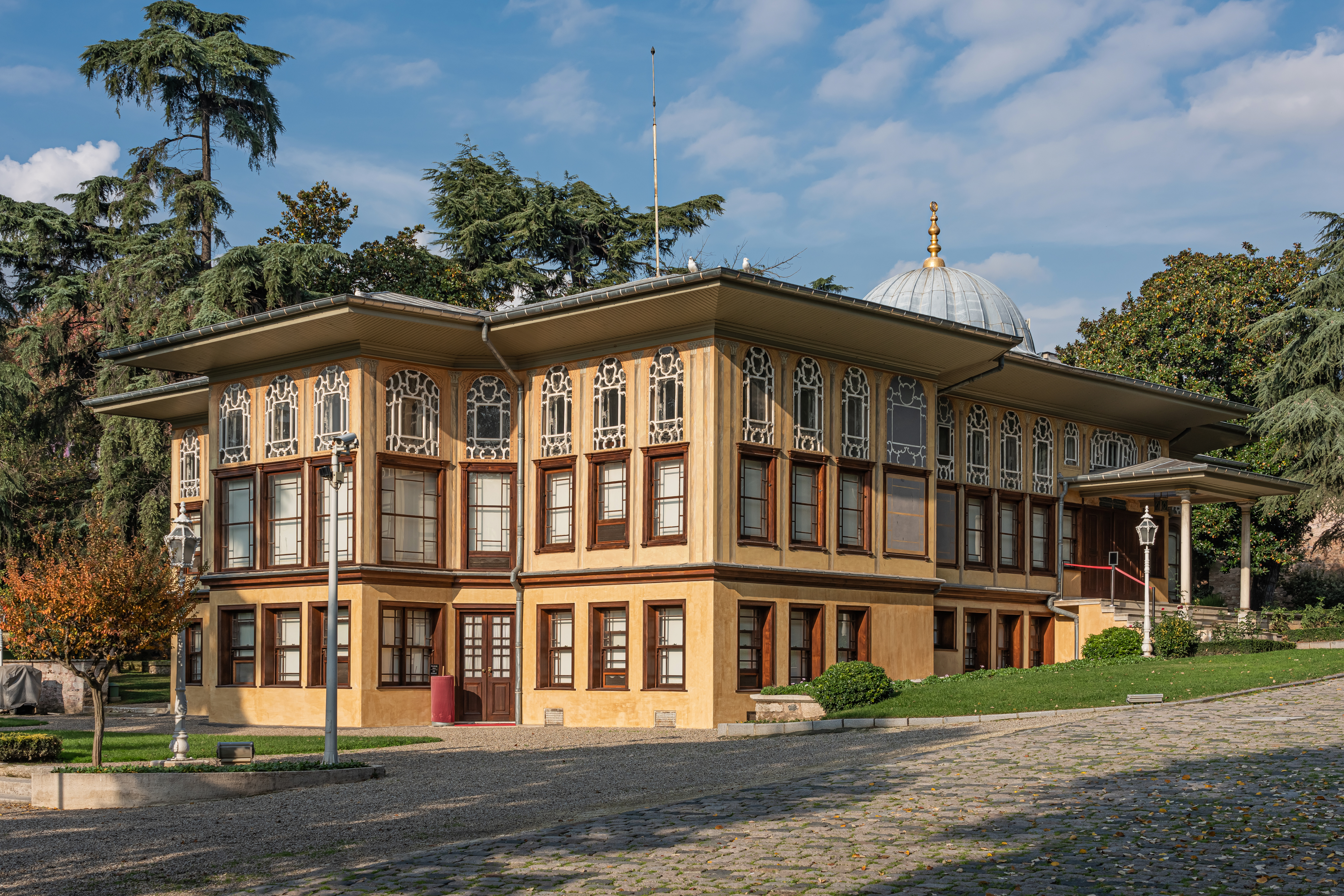
Le palais de Sarayburnu (brûlé en 1875).
- Le palais de Besiktas (à l'actuel emplacement du Palais de Dolmabahçe).
- Le premier palais Çırağan (brûlé par les Janissaires).
- Le palais de la Sultane validé d'Arnavutköy.
- Le palais Defterdar.
- Le palais d'Aynalıkavak.
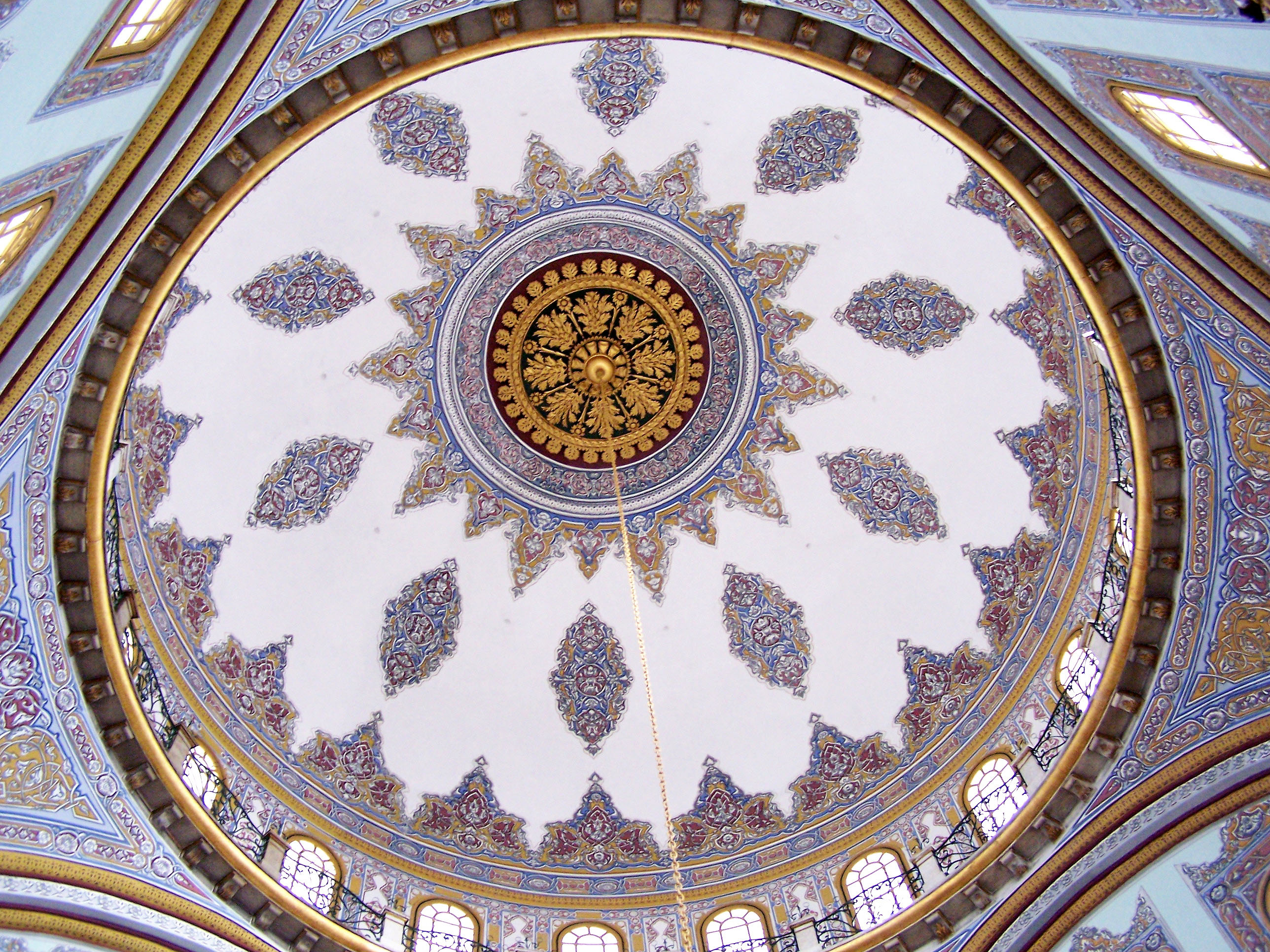
La mosquée Nusretiye (1823-1826).
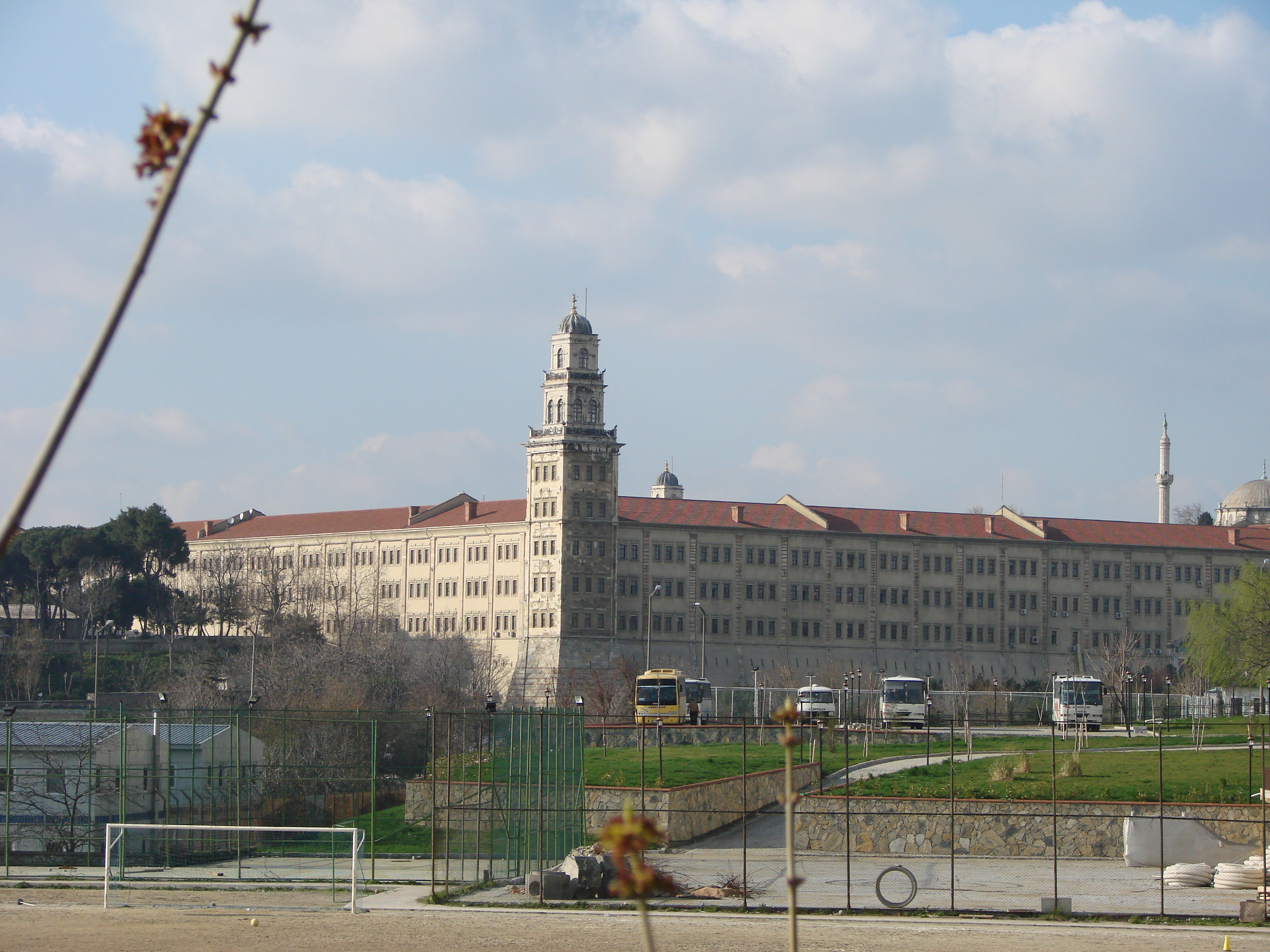
La caserne Taksim (détruite en 1909).
- La caserne Selimiye.
- La caserne Davutpaşa (1826-1827).
- La caserne de Beyoğlu.
- L'Hôtel de la Monnaie d'Istanbul.

- Le palais d'Aynalıkavak.
- La mosquée Nusretiye, vue intérieure.
- La caserne Selimiye.

### Senekerim Balyan
Senekerim Balyan (en arménien : Սենեքերիմ Պալեան ; 1768-1833) fut le fils de l'architecte Magar et le plus jeune frère de Krikor. Il travailla avec son frère, mais resta dans son ombre. Il reconstruisit la Tour de feu Bajazed, conçue alors en bois par son frère en 1826, mais détruite par un incendie. Il décéda à Jérusalem et fut enterré dans la cour d'une église arménienne.
Ses travaux incluent la Tour de feu Bajazed (1828) et l'église arménienne Surp Asdvadzazdin dans le quartier stambouliote d'Ortaköy (1824).

### Garabet Amira Balyan

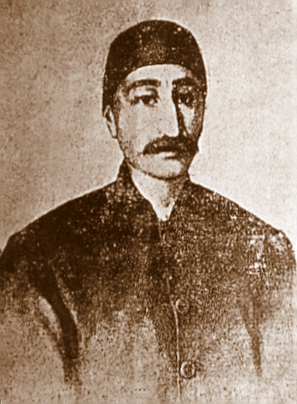
Garabet Amira Balyan.

Garabet Amira Balyan (en arménien : Կարապետ Պալեան ; 1800-1866) naît à Constantinople. À la mort de son père, il est encore très jeune et n'a pas encore l'expérience nécessaire pour succéder à la position de ce dernier. Il sert ainsi son oncle Mason Ohannes Serveryan.
Garabet se met ensuite au service des Sultans Mahmoud II, Abdülmecid Ier, Abdülaziz, dont il conçoit les plans de nombreux édifices, majoritairement à Constantinople. Sa conception la plus connue est le palais de Dolmabahçe, qu'il planifie en collaboration avec son fils Nigoğayos. Son autre principal travail est le palais de Beylerbeyi, édifié conjointement avec son fils Sarkis.
Garabet Balyan fut aussi actif dans les questions liées à l'éducation et l'administration au sein de la communauté arménienne, il réalisa également des travaux de recherche sur l'architecture arménienne. Ses quatre fils, Nigoğayos, Sarkis, Hagop et Simon, lui succèdent après sa mort, lors d'une attaque cardiaque survenue alors qu'il conversait avec ses amis en 1866.
Les principaux travaux de Garabet incluent :
- Le palais de Dolmabahçe, en collaboration avec son fils Nigoğayos Balyan (1843-1856).
- Le nouveau Palais Çırağan.
- La mosquée d'Ortaköy, en collaboration avec son fils Nigoğayos Balyan (1854-1856).
- La Tour de l'Horloge de Nusretiye (1848).
- Les palais Fındıklı Cemile et Münire, aujourd'hui l'Université Mimar Sinan.
- L'église arménienne Surp Yerrortutyun de Beyoğlu.

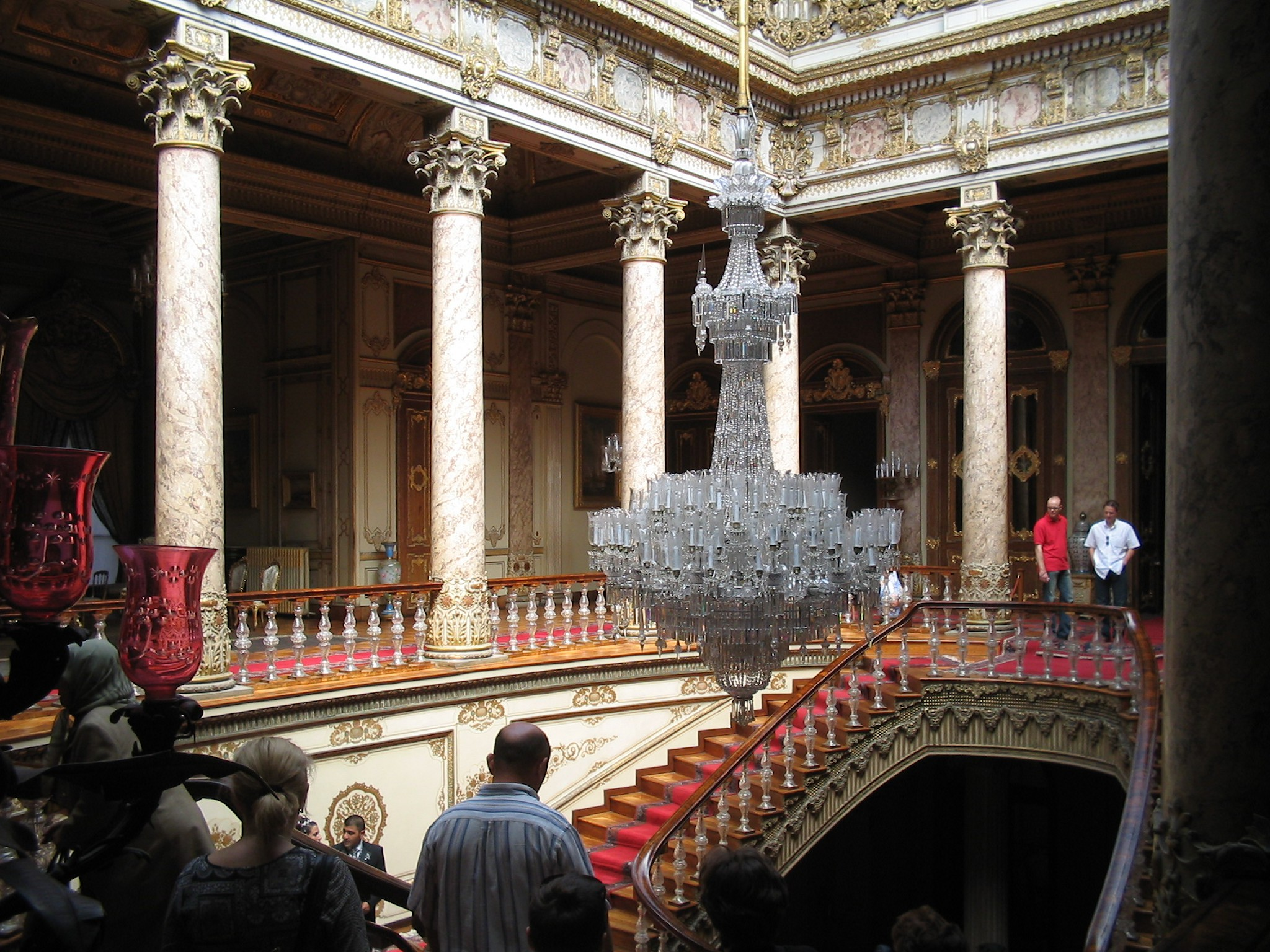
Le palais de Dolmabahçe, vue intérieure.
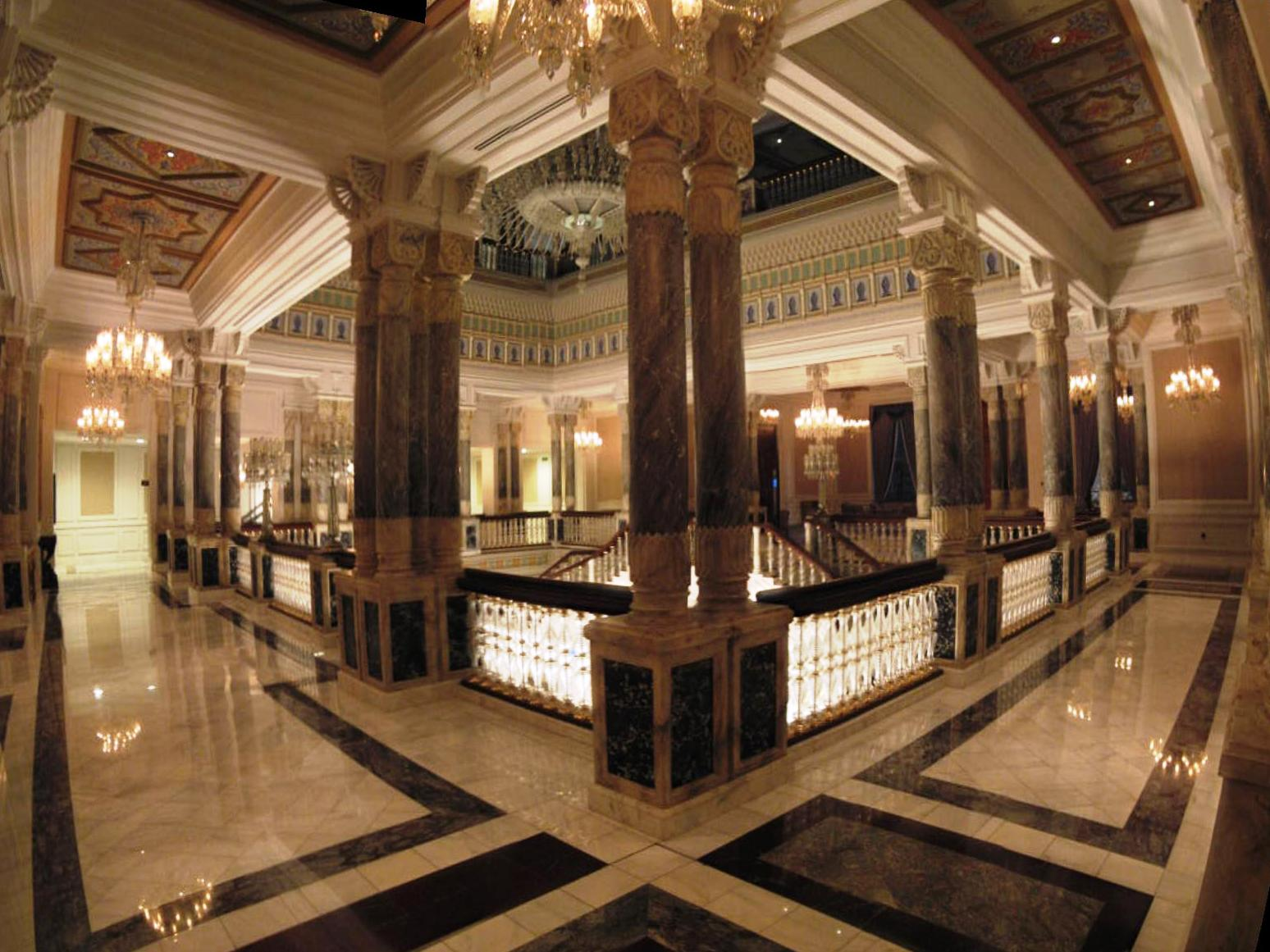
Le palais Çırağan, vue intérieure.
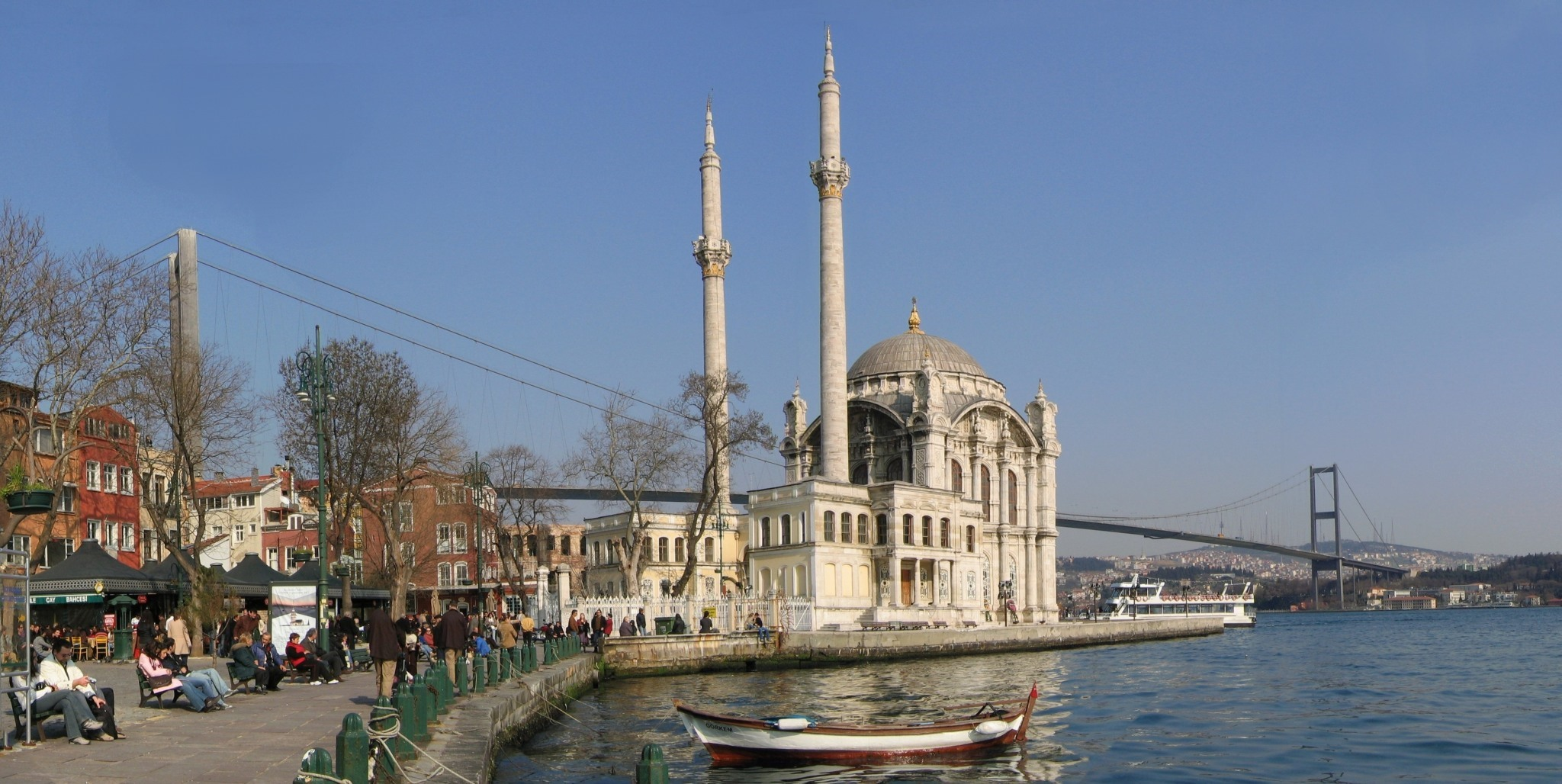
La mosquée Ortaköy.
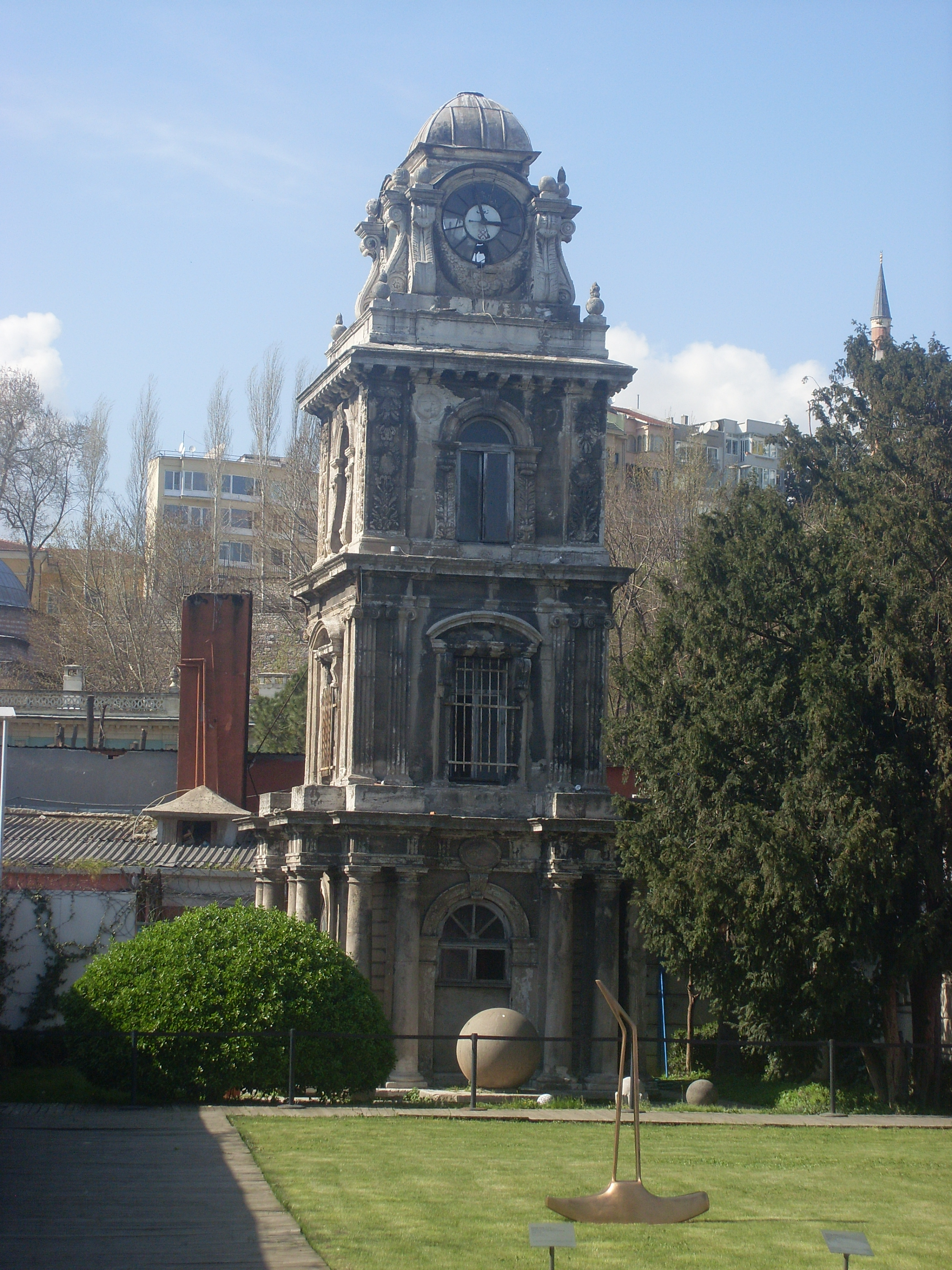
La Tour de l'Horloge de Nusretiye.

### Nigoğayos Balyan

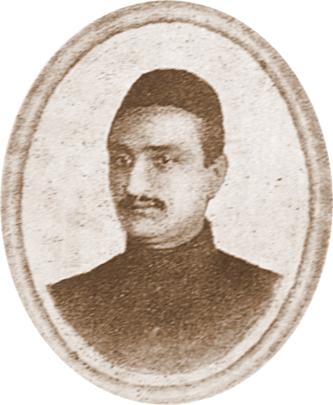
Nigoğayos Balyan.

Nigoğayos Balyan (en arménien : Նիկողայոս Պալեան, aussi connu sous le nom de Nigoğos Balyan ; 1826-1858) est le premier fils de Garabet Amira Balyan. En 1843 il voyagea à Paris avec son frère Sarkis où ils étudièrent l'architecture au Collège Sainte-Barbe. Mais, en raison d'une maladie, ils retournèrent à Constantinople en 1845. Il travailla en collaboration avec son père Garabet, ce qui lui permit d'acquérir de l'expérience. Il fut nommé comme conseiller dans le domaine des arts auprès du Sultan Abdülmecid Ier. Il fonda également une école pour architectes afin de leur enseigner l'architecture occidentale.
Nigoğayos planifia la construction du palais de Dolmabahçe avec son père. Il participa à la préparation de la Loi sur la Nation Arménienne proclamée par le pouvoir. Il décéda à Constantinople en 1858 des suites d'une fièvre typhoïde à l'âge de 32 ans.
Les principaux travaux de Nigoğayos incluent :
- La Petite mosquée Mecidiye (1843-1848).
- Le palais Ihlamur (1849).
- La mosquée de Dolmabahçe (1853-1855).
- La mosquée d'Ortaköy, en collaboration avec son père Garabet Balyan (1854-1856).
- Le palais de Küçüksu (1857).
- L'Hôpital arménien.

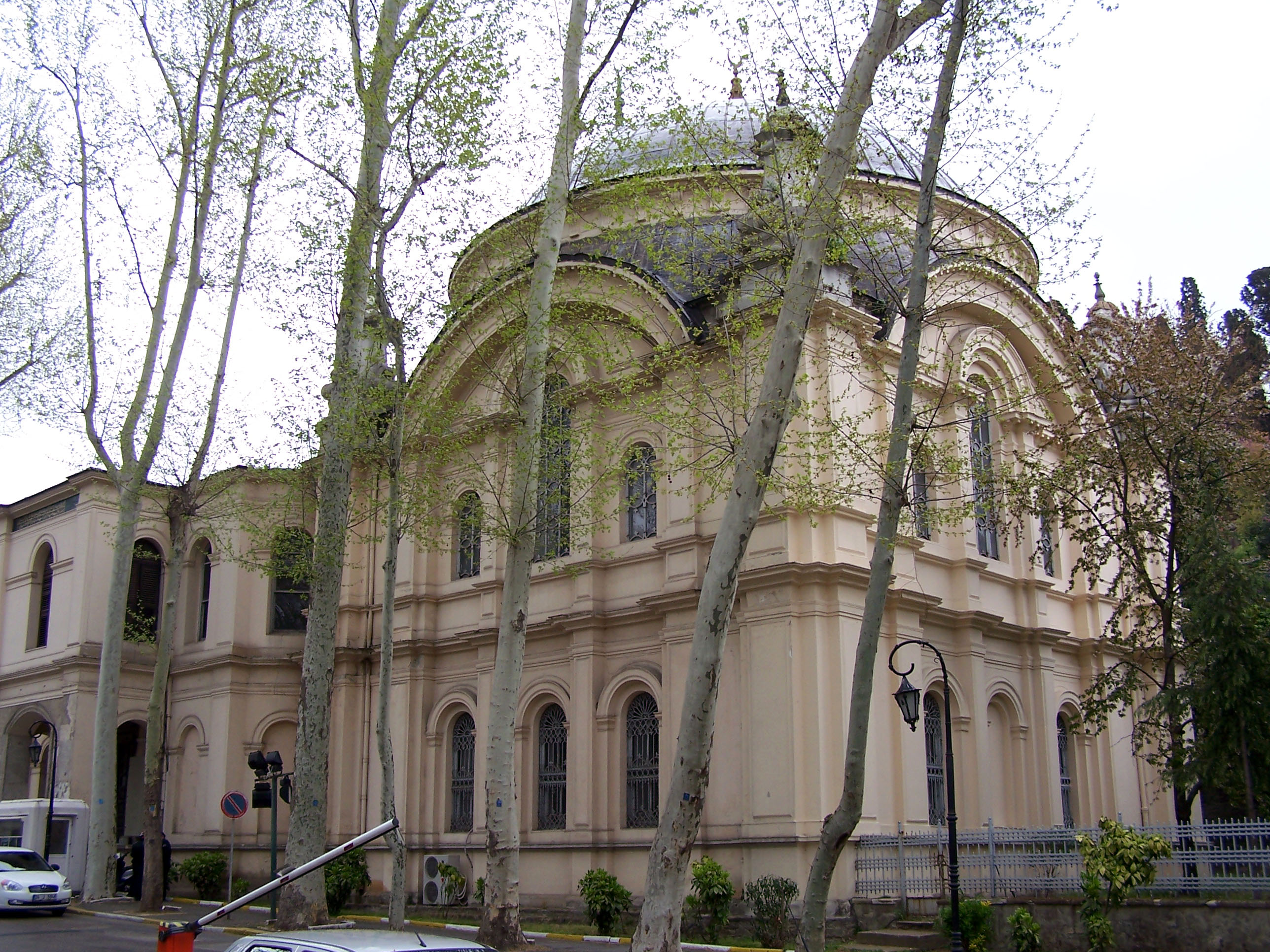
La Petite mosquée Mecidiye.
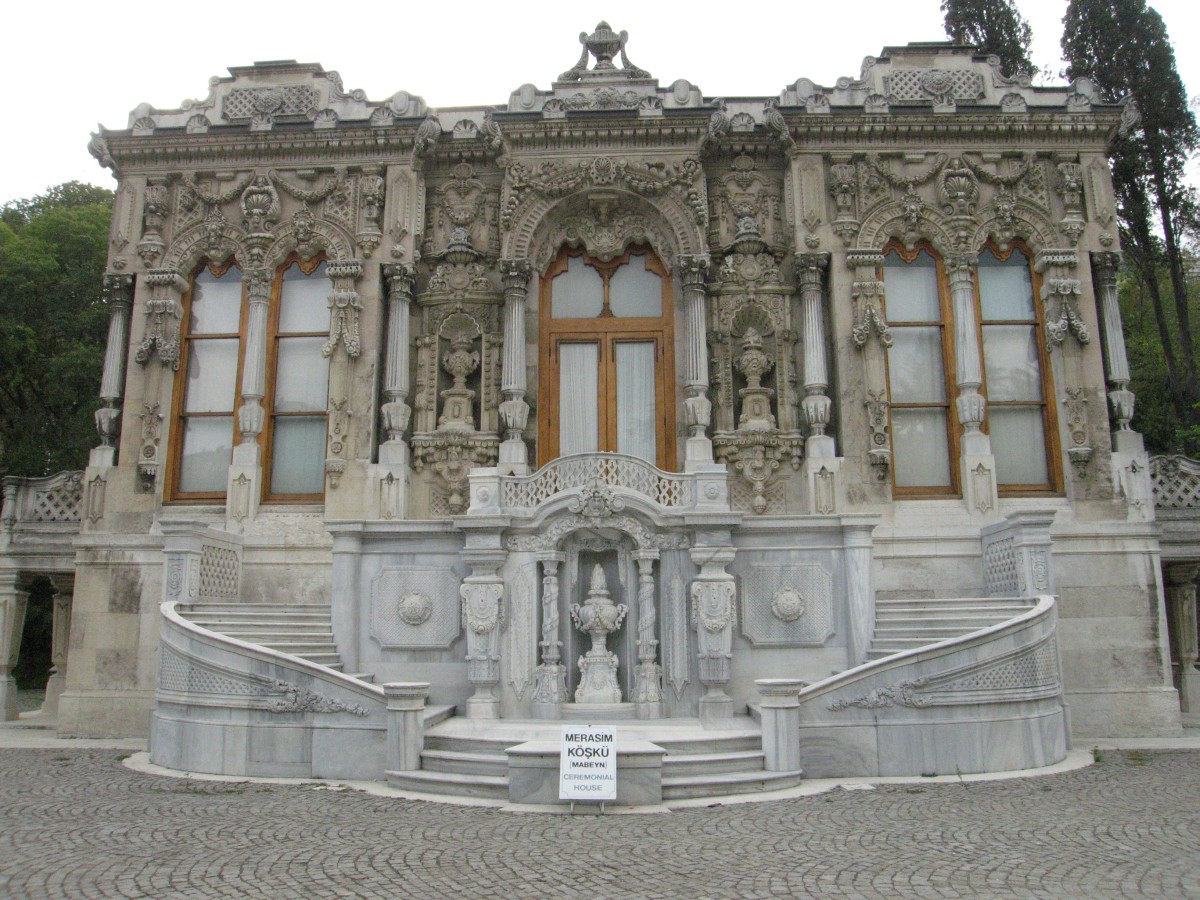
Le palais Ihlamur.
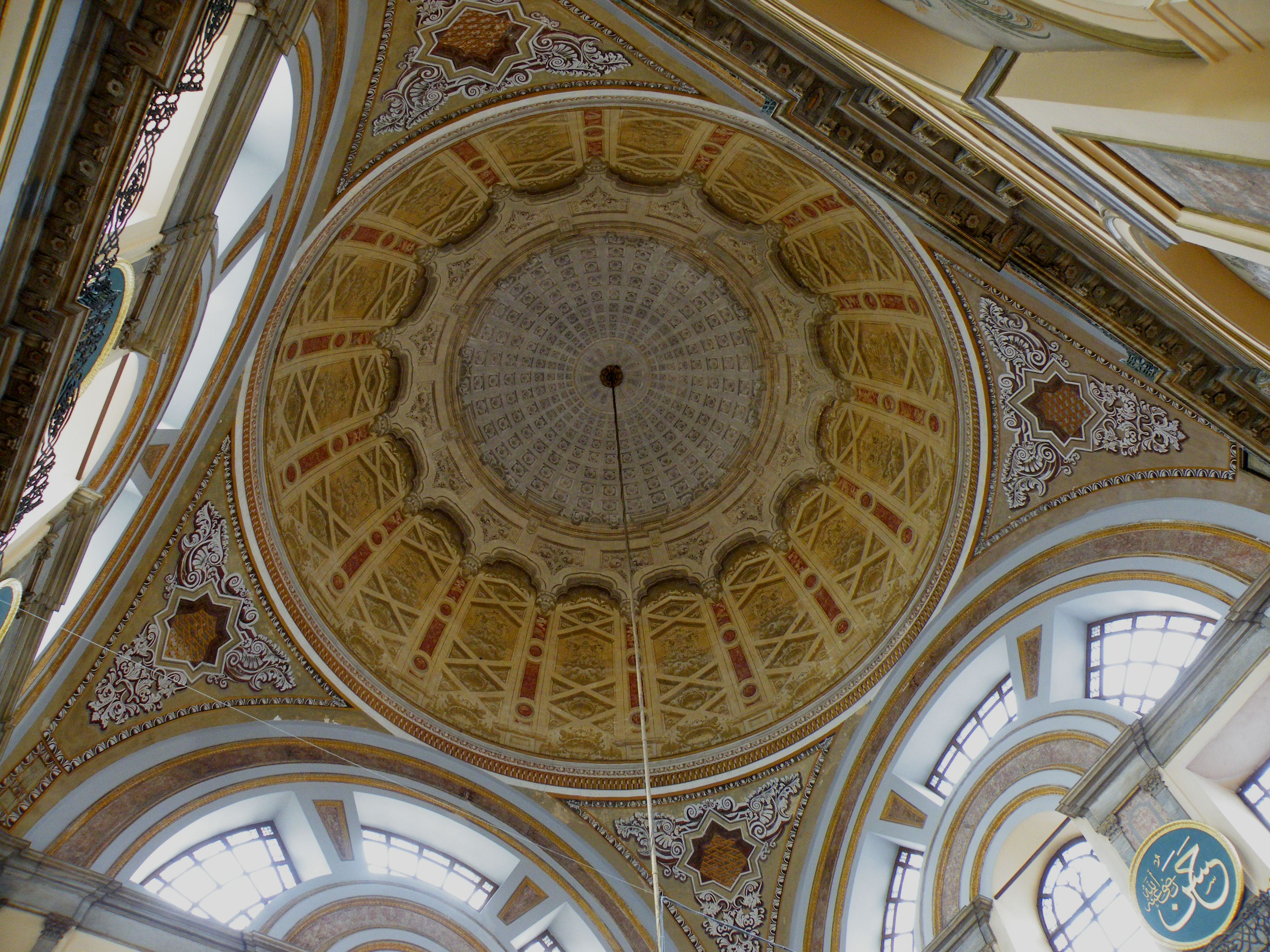
La mosquée de Dolmabahçe, vue intérieure.
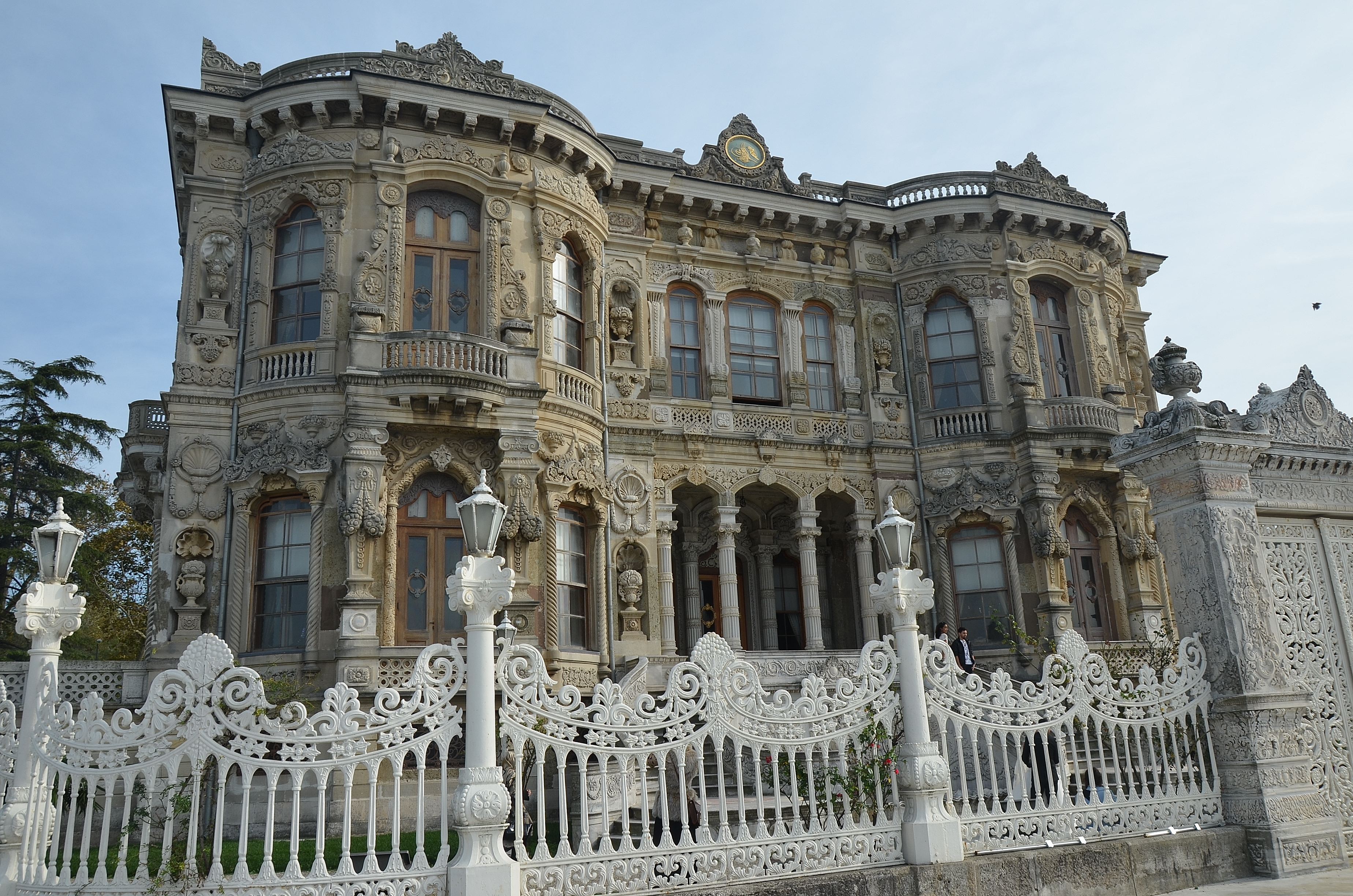
Le palais de Küçüksu.

### Sarkis Balyan

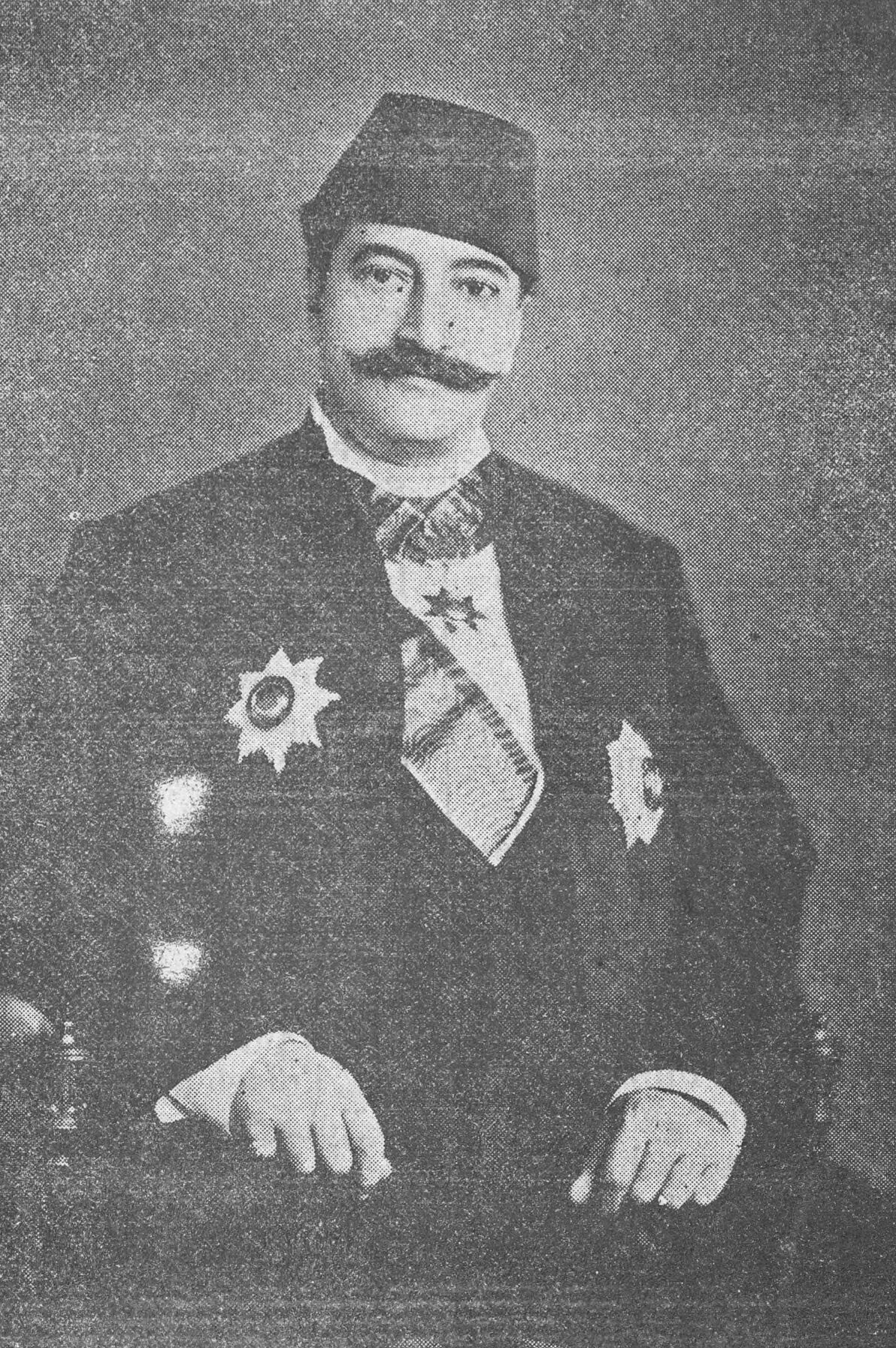
Sarkis Balyan (vers 1890) : L'illustre architecte national Sarkis Bey Balian, photographie de couverture de la revue La Patrie (Constantinople, 16 avril 1911).

Sarkis Balyan (en arménien : Սարգիս Պալեան ; 1835-1899) est le second fils de Garabet Balyan. En 1847, il retourna étudier l'architecture au Collège Sainte-Barbe (Paris), qu'il avait dû quitter deux ans plus tôt en raison de l'état de santé de son frère. Après trois années passées dans cet établissement, il intégra l'Académie des Beaux-Arts.
En revenant à Constantinople, il commença à travailler avec son père et son frère Nigoğayos. Malgré le décès de ces deux derniers, il continua sa carrière avec son jeune frère Hagop. Sarkis gagna une renommée plus importante que Hagop car il construisit les structures que son frère concevait. Sarkis est donc connu comme l'architecte de nombreux édifices.
Décrit comme un travailleur rapide et prolifique, sa vie professionnelle fut interrompue par la mort de Hagop en 1875 et l'accession au trône de l'Empire ottoman du Sultan Abdülhamid II. En raison d'accusations politiques, il fut exilé de force en Europe pendant 15 ans, mais put finalement revenir au pays par le biais d'Hagop Kazazian Pacha, homme de gouvernement influent.
Intéressé par toutes les branches des beaux-arts, il soutint des écrivains, des musiciens et des acteurs de théâtre arméniens, de même, il fut un membre de l'Assemblée du Patriarcat arménien. Sarkis fut récompensé par le titre de Ser Mimar (Chef Architecte de l'Empire ottoman).
Les principaux travaux de Sarkis incluent :
- Le palais de Beylerbeyi, en collaboration avec son père Garabet Balyan (1861-1865).
- Le Kiosque de Malte (1870).
- Les ajouts du palais Çırağan (1863-1871).
- La Tour de l'Horloge de Dolmabahçe.
- Le Ministère de la Guerre (aujourd'hui l'université technique d'Istanbul).
- L'École Impériale de Médecine (aujourd'hui le lycée de Galatasaray).
- L'Arsenal Maçka (aujourd'hui la Faculté des Mines de l'université technique d'Istanbul).

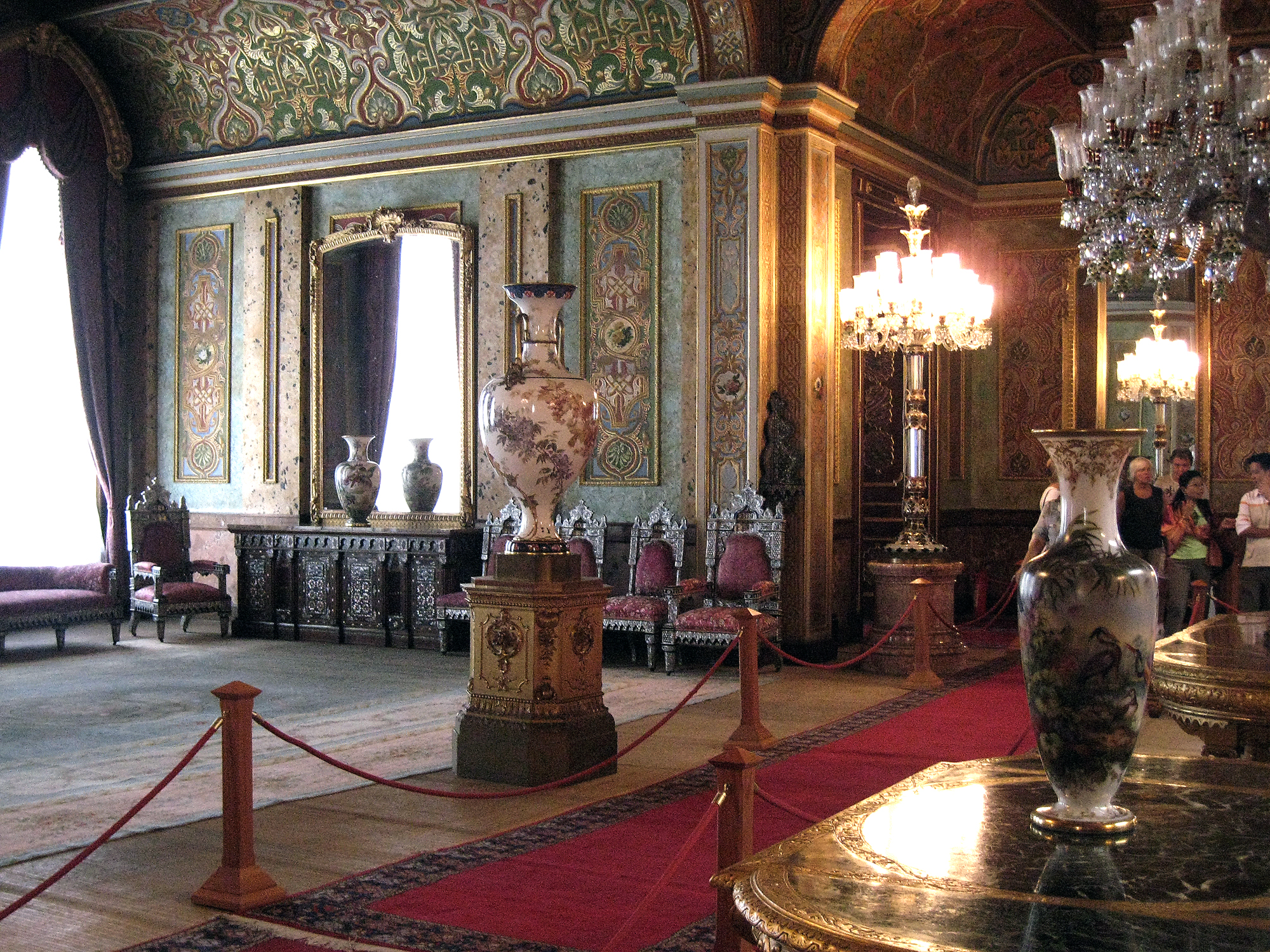
Le palais de Beylerbeyi, vue intérieure.
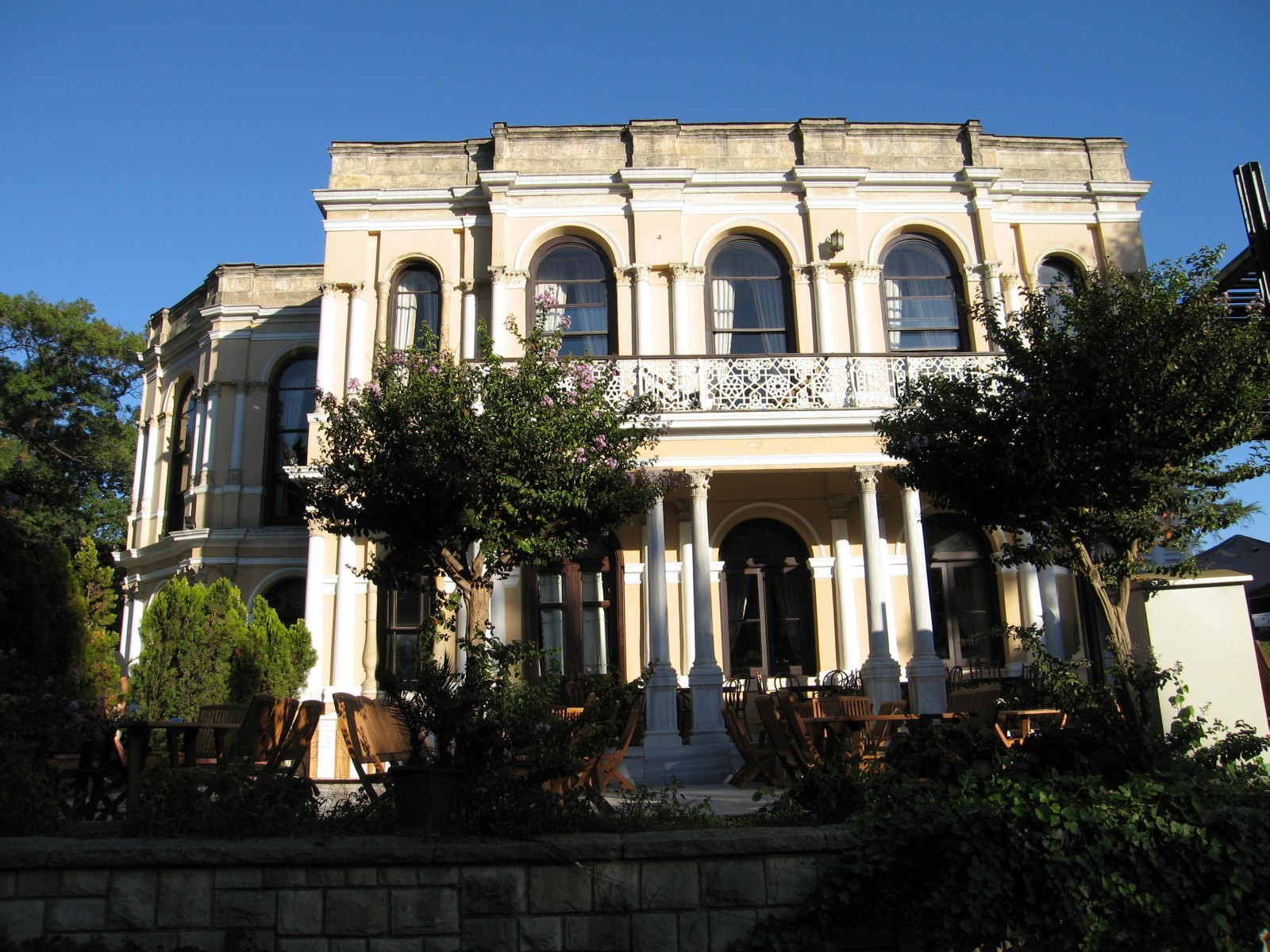
Le Kiosque de Malte.
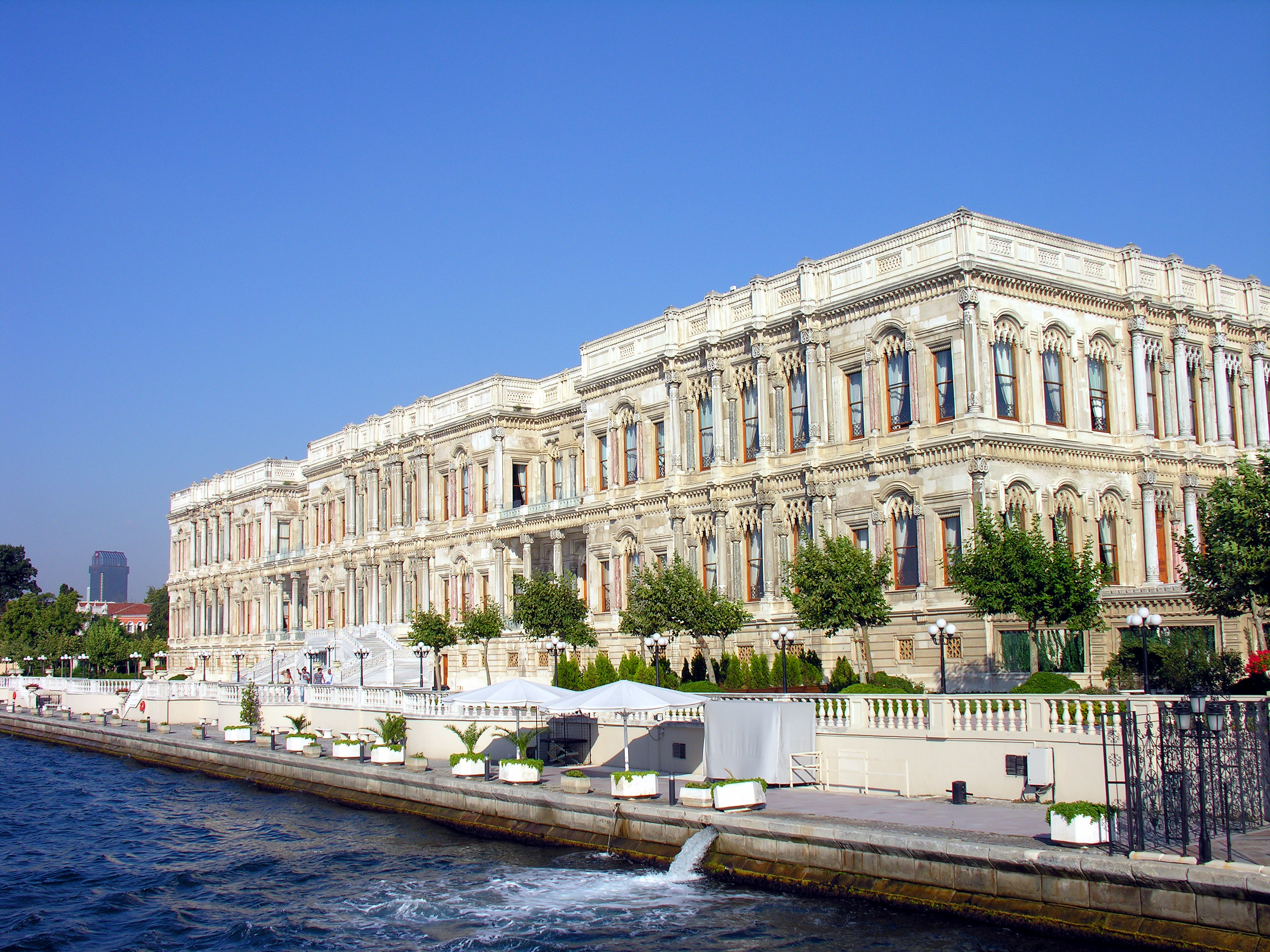
Le palais Çırağan.
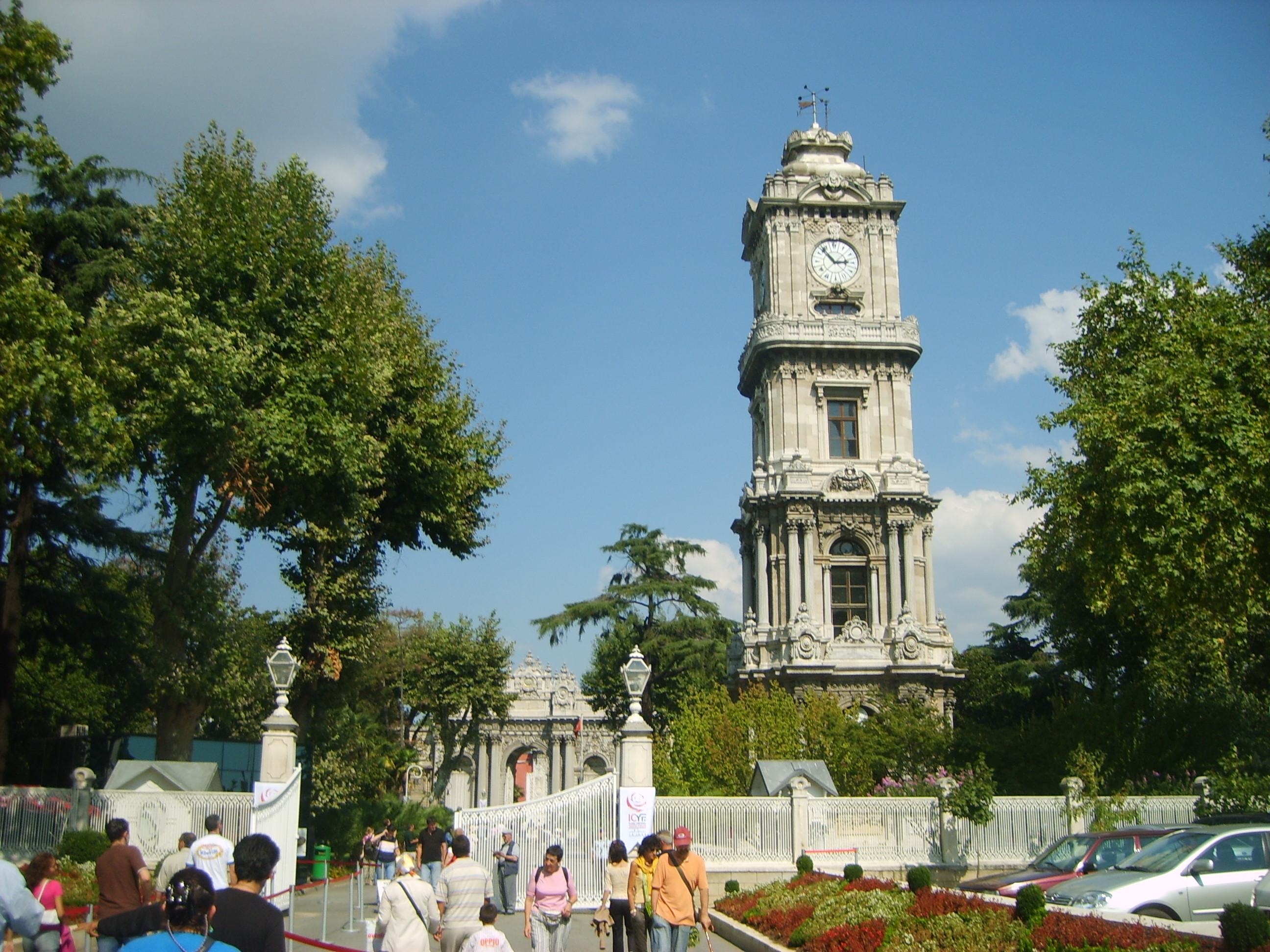
La Tour de l'Horloge de Dolmabahçe.

### Hagop Balyan

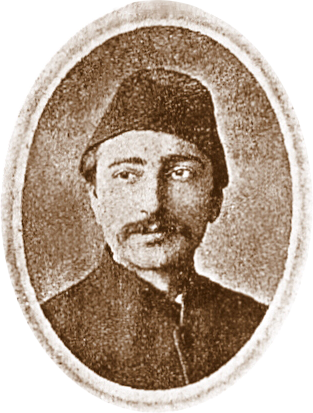
Hagop Balyan.

Hagop Balyan (en arménien : Հակոբ Պալեան ; 1838-1875) est le troisième fils de Garabet Balyan. Il travailla avec son frère Sarkis dans de nombreux projets à Constantinople. Il décéda à Paris en 1875 à l'âge de 37 ans, et fut enterré au Cimetière du Père-Lachaise.

### Simon Balyan
Simon Balyan (en arménien : Սիմոն Պալեան ; 1848-1894) est le plus jeune fils de Garabet Balyan, il fut également architecte.

### Levon Balyan
Levon Balyan (en arménien : Լեւոն Պալեան ; 1855-1925) est le fils de Nigoğayos Balyan, il étudia au Collège Sainte-Barbe en 1869.

## Pour approfondir